# Amoniotélico
Se denominan amoniotélicos aquellos animales que excretan amoníaco cómo principal catabolito nitrogenado, es decir, que excretan el exceso de nitrógeno en forma de amonio. Dada la elevada toxicidad del amoníaco, solo aquellos animales que pueden disponer de grandes cantidades de agua para diluirlo pueden excretar los desechos nitrogenados de esta forma. Por esta razón son amoniotélicos muchos animales acuáticos, como por ejemplo los peces teleósteos y un gran número de invertebrados acuáticos (poríferos, cnidarios, equinodermos, crustáceos, etc.).
Los animales amoniotélicos excretan amoníaco, que se diluye en el agua. Un ejemplo sería los animales invertebrados acuáticos, las larvas de anfibios y los peces óseos como la perca.